# Havešová
Havešová est une réserve naturelle nationale située dans le nord-est de la Slovaquie. Elle est couverte par une forêt primaire de Hêtres d'une superficie de 171 ha. Elle est inscrite au patrimoine naturel de l’UNESCO dans les Forêts primaires de hêtres des Carpates et forêts anciennes de hêtres d’Allemagne. 